# Ocrisiona aerata
Ocrisiona aerata là một loài nhện trong họ Salticidae.
Loài này thuộc chi Ocrisiona. Ocrisiona aerata được Ludwig Carl Christian Koch miêu tả năm 1879.